# いかさま賭博
いかさま賭博（いかさまとばく）は、詐欺の一種であり、いわゆるいかさま師やゴト師といわれる者が賭博や賭博場（鉄火場）において特別な技術やサインまたは仕掛けのある道具（からくり）や特殊な印をつけた賭博用品などを使い、気付かれぬ様に勝負事を行い金品を得る行為のことである。
いかさま師とは古くは手品師と同義語である。
金品を賭けた勝負事において見かけの確率（期待値）を相対する者に気付かれぬよう、実際は自分に有利な確率になる様、様々な手段を使い行う行為である。

## 日本でのいかさま賭博
日本において賭博は刑法で禁止されている。このため被害者には後ろめたさもあり、下記各種実例においていかさま賭博の被害者が警察などの捜査機関に訴え出ることは稀である。
一方、賭博客に「勝つ機会が全くないのに拘らず、その機会があるかのように欺罔した」いかさま賭博の胴元について、賭博場開張図利罪（3月以上5年以下の懲役の刑事罰）は成立せず詐欺罪（10年以下の懲役の刑事罰）の成立を認めた最高裁判所判例がある。